# Edoylerite
La edoylerite è un minerale.